# Jorge Palacios Ávila
Jorge Luis Palacios Ávila (n. Manta, Ecuador; 2 de septiembre de 1993) es un futbolista ecuatoriano. Juega de delantero y su equipo actual es Chacaritas Fútbol Club de la Serie B de Ecuador.

## Clubes
| Club             | País          | Año           | Partidos | Goles |
| ---------------- | ------------- | ------------- | -------- | ----- |
| Manta F. C.      | Ecuador       | 2011 - 2018   | 176      | 52    |
| Mushuc Runa      | Ecuador       | 2019          | 29       | 8     |
| Aucas            | Ecuador       | 2020          | 15       | 2     |
| Orense           | Ecuador       | 2021          | 5        | 0     |
| 3 de Julio       | Ecuador       | 2021          | 8        | 5     |
| Chacaritas F. C. | Ecuador       | 2022 - act.   | 0        | 0     |
| Total carrera    | Total carrera | Total carrera | 233      | 67    |